# Frederico (visigodo)
Frederico (em latim: Fredericus; 463) foi um nobre visigótico do século V. Era filho de Teodorico I (r. 418–451). Em 453, auxiliou seu irmão Teodorico II (r. 453–466) a assassinar seu outro irmão, o rei Torismundo (r. 451–453), e tornar-se-ia seu conselheiro e principal general. Em 453/454, foi enviado à Hispânia, onde suprimiu a revolta dos bagaudas em Tarraconense. Em 455, ajudou com Teodorico II as pretensões ao trono imperial de Ávito (r. 455–456). Na década de 460, liderou campanhas em Narbona e em 463 foi derrotado e morto na Batalha de Orleães.

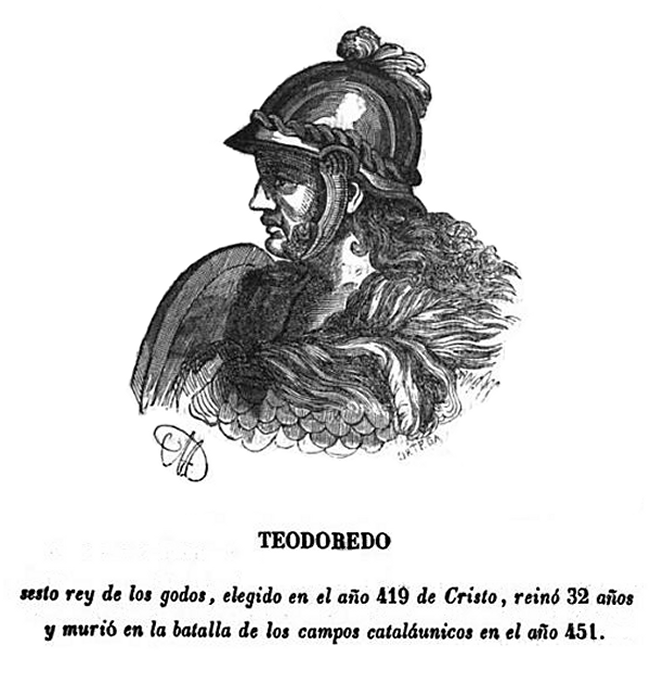
Rei Teodorico I r.

## Vida

### Família e primeiros anos
Frederico era filho do rei Teodorico I (r. 418–451) e irmão dos nobres Ricímero e Himnerido, dos reis Torismundo (r. 451–453), Teodorico II (r. 453–466) e Eurico (r. 466–484) e de duas damas de nome desconhecido, uma que casar-se-ia com o rei suevo Requiário I (r. 448–456) e a outra que casar-se-ia com o rei vândalo Hunerico (r. 477–484). Se sabe que era católico e um correspondente do papa Hilário (r. 461–468).
Frederico aparece pela primeira vez em 451, quando, na véspera da Batalha dos Campos Cataláunicos, foi enviado para casa por seu pai Teodorico ao lado de Himnerido e Ricímero. Com a morte do pai deles no confronto, a sucessão recaiu para Torismundo, que era o filho mais velho, mas para assegurar sua posição diante da possível reivindicação dos demais irmãos, este rapidamente retornou para a capital visigótica de Tolosa.

### Carreira sob Teodorico II

#### Campanha na Hispânia e apoio a Ávito

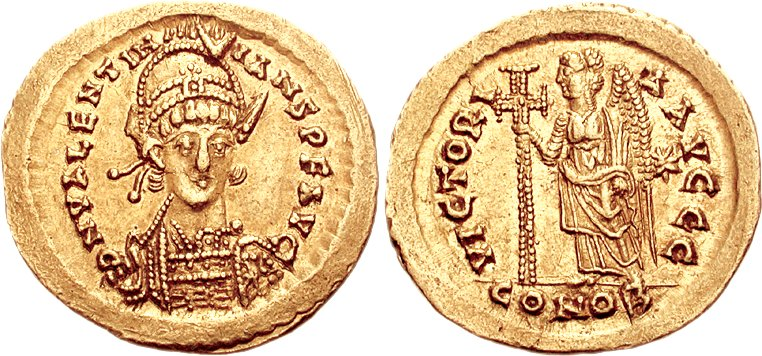
Soldo de r.

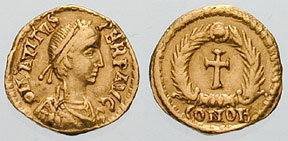
Tremisse de Ávito r.

Em 453, conspirou com seu irmão Teodorico para assassinar Torismundo. O motivo do ato certamente tem relações com as tentativas de Torismundo de expandir as fronteiras do Reino Visigótico às custas dos domínios do Império Romano do Ocidente, contrariando a política pró-romana adotada por seu pai. Com o assassinato de Torismundo, Teodorico assumiu o trono e Frederico tornar-se-ia seu conselheiro. Pensa-se que na década subsequente o poder de Frederico equiparou-se ao do irmão. Prova disso é a mensagem de Mário de Avenches no qual Frederico é estilizado "rei dos godos" (em latim: Rex Gothorum). Alguns historiadores modernos também enfatizam seu estatuto especial na corte ao conferir-lhe o título de "vice-rei".
Frederico foi selecionado inúmeras vezes ao longo do reinado de Teodorico como chefe do exército visigótico em expedições militares não somente na Gália, mas também na Hispânia. O primeiro conflito conhecido foi a guerra de visigodos contra os rebeldes bagaudas em 453/454, feita, ao que parece, em nome do imperador Valentiniano III (r. 425–455). Frederico liderou exército visigodo-burgúndio à província de Tarraconense onde conseguiu uma vitória esmagadora contra os rebeldes, capturou Tarraco e então eliminou a presença bagauda do vale do Ebro. Esta vitória permitiu a Teodorico estabelecer controle sobre estas terras e estender sua autoridade por toda a província de Tarraconense. É possível que como recompensa pela supressão da revolta, Frederico recebeu do imperador a posição militar de mestre dos soldados da Hispânia.
Em 455, Valentiniano foi assassinado e o trono imperial foi assumido por Petrônio Máximo (r. 455). Teodorico e Frederico apressaram-se para tomar vantagens destes distúrbios e apoiaram as reivindicações imperiais de seu amigo, o nobre gaulês Ávito. Os eventos do período foram preservados em cartas de Sidônio Apolinário; descreveu a entrada solene de Ávito na capital gótica de Tolosa na primavera daquele ano na qual, segundo Sidônio, a mão direita do futuro imperador foi o rei Teodorico, e a esquerda Frederico, um ato simbólico à suas pretensões. Os irmãos também participaram ativamente na proclamação de Ávito em Arles em 9-10 de julho. Apesar disso, Ávito governaria apenas um ano, sendo sucedido por Majoriano (r. 457–461).

#### Campanha contra Narbona

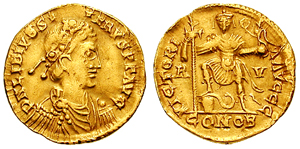
Soldo de Líbio Severo r.

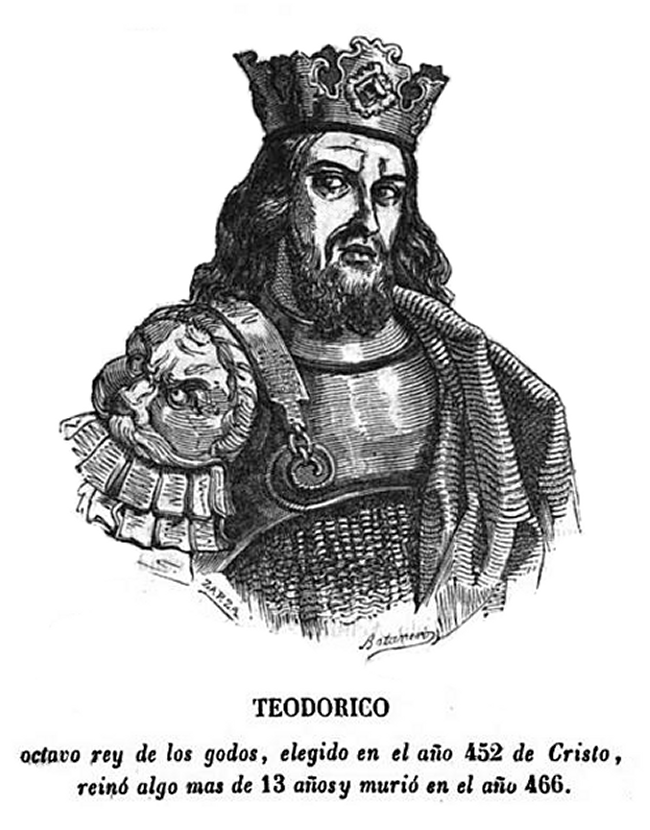
Rei

No começo da década de 460, a situação deteriorou rapidamente na Gália em decorrência do declínio da autoridade imperial após a morte de Majoriano em 461. Seu sucessor, Líbio Severo (r. 461–465), era uma marionete de Ricímero, o comandante dos federados germânicos na Itália, e não recebeu o reconhecimento do imperador Leão I, o Trácio (r. 457–474). Ao mesmo tempo, governantes de territórios marginais ao Império Romano Ocidental, incluindo o mestre dos soldados da Gália Egídio, recusaram-se a obedecer Líbio. Apesar disso, Teodorico mostrou total apoio ao novo imperador.
Em 462, Teodorico enviou o exército liderado por Frederico para Narbona, então controlada pelo conde e mestre dos soldados gaulês Agripino. Segundo a vida do santo Lupicino de Condato, os visigodos conseguiram tomar Narbona sem luta: por ser acérrimo inimigo de Egídio, Agripino rendeu a cidade a Frederico. Narbona e cercanias ficaram sob controle visigótico e Teodorico nomeou seu irmão como governante do país. Os autores da Prosopografia do Império Romano Tardio sugeriram que esta concessão de Narbona fez parte dum plano de Líbio Severo para assegurar a ajuda de Teodorico contra Egídio.
Como ariano, Frederico logo começou a confrontar-se com o bispo local Hermes que apoiou a ortodoxia. Entre os narbonenses houve aqueles que estavam descontentes com a eleição de Hermes: eles questionaram Frederico sobre a validade da eleição de Hermes e este escreveu uma carta sobre tais questões ao papa Hilário. Como resultado, um concílio foi conveniado em Roma no qual Hermes recebeu a permissão de manter sua diocese, mas perdeu seu estatuto de metropolita, que foi dado ao bispo de Ucécia Constâncio. 

#### Guerra com Egídio
Em 463, inspirado por seu sucesso em Narbona, Teodorico iniciou ações militares diretamente contra Egídio. Supõe-se que esta decisão foi causada não tanto pelo desejo de auxiliar o imperador Líbio Severo, mas sim os planos visigóticos de conectar o território do Reino Visigótico do norte do rio Líger. O comandante que liderou o exército visigótico rumo ao Reino de Soissons foi Frederico. Nas imediações de Orleães, uma batalha foi travada entre os visigodos de Frederico e um exército misto de galo-romanos liderados por Egídio e federados francos sálios liderados pelo rei Quilderico I (r. 457/458–481/482). O exército coligado se sairia vitorioso do conflito, com Frederico sendo morto e o resto do exército visigótico sendo obrigado a fugir. Como consequência, Teodorico viu-se forçado a suspender sua guerra com Egídio.